# Vajo dell'Orsa
Il Vajo dell'Orsa è una valle di origine fluviale che si estende da Ferrara di Monte Baldo e scende fino a Brentino. Il termine "vajo" indica una forra (o canyon) e infatti la parte finale della valle è stata scavata dai ghiacci durante le glaciazioni nel Quaternario che, oltretutto, hanno portato alla luce rocce di Rosso ammonitico, calcari grigi e oolitici di San Vigilio. Questo alternarsi di calcari di diverse durezze ha causato la formazione, lungo il fondo del canyon, di cascate e marmitte dei giganti (cavità circolari formatesi dal moto vorticoso e continuativo dell'acqua).
La particolare conformazione di questa valle ha favorito lo svilupparsi del torrentismo (o canyoing) grazie alle esplorazioni di Giuseppe Pighi della sezione del Club Alpino Italiano che lo ha reso famoso in Europa tra gli appassionati di questo sport acquatico.
Il Vajo dell'Orsa è frequentato anche da numerosi appassionati di trekking sia per i sentieri che lo collegano a città (Brentino Belluno e Ferrara di Monte Baldo) e a diversi punti di interesse (Malga Orsa, il ponte tibetano del Vajo dell'Orsa e il Santuario della Madonna della Corona) sia per il fenomeno di inversione termica che lo caratterizza: negli inverni la temperatura è mitigata e in estate è notevolmente più fresca. Turri, nel suo libro sul Monte Baldo, infatti racconta che, mentre nelle vicinanze le temperature erano sotto lo zero, nel Monte Baldo il termometro segnava 11 gradi e si potevano trovare fiori come le dafne, eriche e primule in fiore. 

## Flora e fauna
Grazie all'ambiente umido e le temperature particolarmente miti il Vajo dell'Orsa presenta una flora e fauna diversificata e molto varie: nella zona adiacente al Vajo, tra Ferrara del Monte Baldo e Spiazzi, è sempre stata presente l'aquila che i montanari della zona dell'Altissimo chiamavano parabel, denominazione con la quale, in realtà, definivano tutti i volatili in grado di predare gli agnelli. Tra il 1965 e il 1970 una coppia di questi rapaci avrebbe predato 5 esemplari di ovini e, nello stesso anno, una di queste sarebbe stata abbattuta. Tuttora si parla di una coppia che è stata avvistata verso malga Campei, sui roccioni di Val Aviana. Interessante sapere, inoltre, che in passato era possibile assistere alle lotte tra falchi e aquile e sentire i versi strazianti che derivavano dai loro assalti alle coturnici; questo dà un'idea della biodiversità dei volatili che in passato si aveva in queste zone. Le vipere sono presenti ma con una densità nettamente minore rispetto alla regione del Trentino-Alto Adige: non più di 10-15 persone sono state morse da questi rettili in circa vent'anni nel Monte Baldo. Molti più numerosi, invece, sono gli esemplari di biacco, detto carbonazo o carbonaz dai locali, che è solito spostarsi tra i rami degli alberi. Le specie vegetali più comuni sono le seguenti: leccio, terebinto, ginestra, frassinella, citiso, cisto, stipa pennata, scotano, roverella, rovere, pungitopo, tasso, bosso, elleboro, pervinca, cerro, nocciolo.

## Storia

### Seconda guerra mondiale
Un gruppo della Resistenza della Seconda guerra mondiale, la brigata Avanzini, scelse come base operativa una grotta nel Vajo dell'Orsa, mentre altri gruppi furono ospitati dalle famiglie che vivevano nella zona circostante (famiglia Stocchero di Pravazar, i Monafini di Prada e i Castelletti che possedevano una casa nel Vajo), oltre che a Malga Ortigara e in Val Trovai. Il loro comandante era Gianpietro Marini (Gianni), il commissario politico era Romano Marchi (Miro) ed essi affidarono ogni zona a uomini di fiducia: la zona di montagna fu assegnata ad Alessandro Tessanti (Leone) e a Elio Scortegagna (Tigre) mentre quella del lago fu affidata a Cesare Dalla Riva (Oriano) e la brigata fu intitolata in onore di un giovane, Giorgio Avesani, morto in uno scontro a fuoco poco tempo prima. Le loro azioni di guerriglia tenevano impegnati i tedeschi che non potevano essere mandati altrove per respingere gli Alleati e mettevano in seria difficoltà le vie di comunicazione tra Germania e Italia. Il rigido inverno del ‘44 li mise a dura prova, ma sopravvissero grazie alle famiglie e ai parroci che diedero loro riparo. Tra questi si distinse Don Roncari (detto bonariamente Recioto) parroco di Pazzon che trasformò la canonica in una raccolta di viveri e vestiti per la Resistenza. Purtroppo la popolazione locale subì le conseguenze a causa dei rastrellamenti dei tedeschi che colpirono soprattutto le frazioni di Caprino Veronese. Il 23 aprile 1945 la brigata Avanzini, ormai divenuta divisione, ricevette l'ordine da parte del Cln provinciale di insorgere contro il Nazifascismo e nella notte i partigiani conquistarono proprio la città di Caprino Veronese in due giorni prima dell'arrivo degli Alleati il 27 aprile.